# إيهور كاربينكو
إيهور كاربينكو (بالأوكرانية: Карпенко Ігор Олегович)‏ هو لاعب كرة قدم أوكراني في مركز الهجوم، ولد في 24 سبتمبر 1997 في لفيف في أوكرانيا. لعب مع نادي فولين لوتسك.

## وصلات خارجية
- إيهور كاربينكو على موقع اتحاد أوكرانيا (الإنجليزية)
- إيهور كاربينكو على موقع قاعدة بيانات كرة القدم.إي يو (الإنجليزية)
- إيهور كاربينكو على موقع Soccerway.com (الإنجليزية)